# Río Pomeroon
El Pomeroon (también conocido en español como Pomaron o Pomerón) es un río que está situado en la parte occidental de Guyana, en la séptima región Pomeroon-Supenaam. 

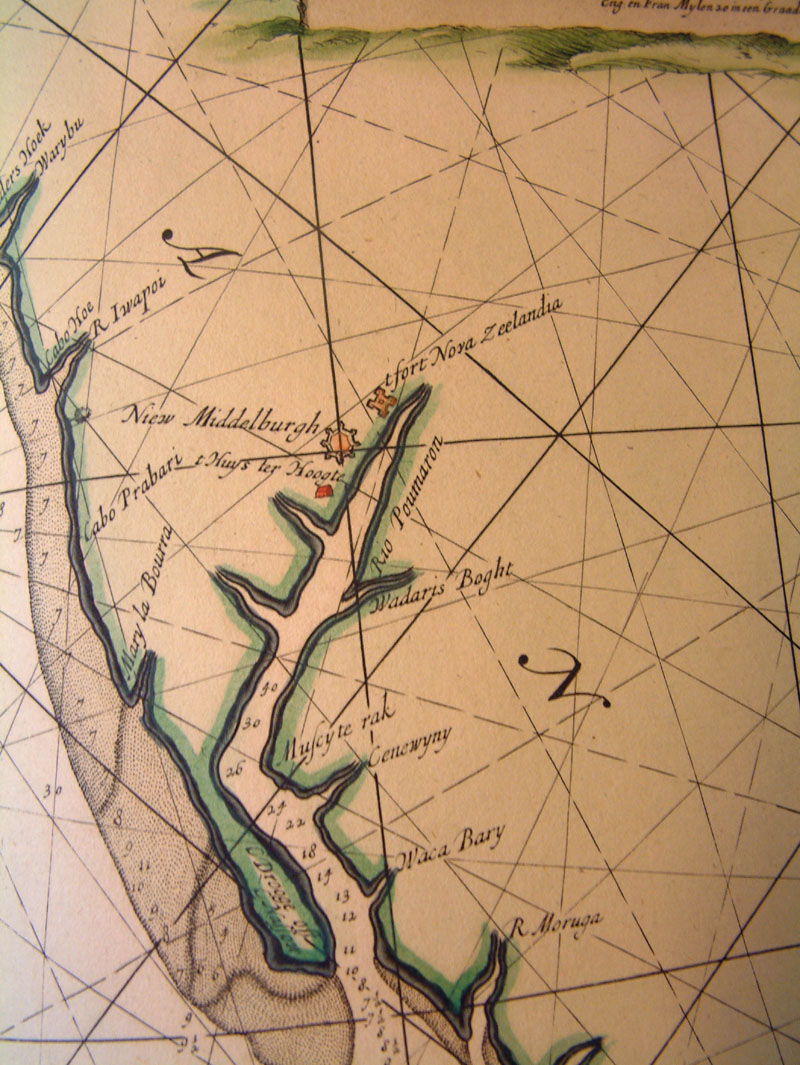
Mapa del río de 1688

## Historia
Puede que fuera el estuario del río Pomeroon donde desembarcaron algunos días (durante junio o julio del año 1499) los capitanes Alonso de Ojeda, Juan de la Cosa y Fernando Ladrón de Guevara. Descansaron allí, por lo que fue bautizado el lugar como Río de Holganza.

### Colonia neerlandesa de Pomerún
En los bancos del río Pomeroon los colonos neerlandeses fundaron su primera colonia en América en el año de 1581, algunas plantaciones fueron establecidas y los esclavos africanos fueron forzados a trabajar en estas. Un poblado pequeño llamada Nuevo Middelburg fue fundado, además de la fuerte de Nueva Zeelandia que fue construida para proteger al pequeño establecimiento neerlandés, que ya había sido atacada anteriormente. finalmente fueron destruidos y desalojados por los indígenas arawakos y los españoles en 1596.
En 1640 volvieron a colonizar los neerlandeses y en 1658 una colonia judía se instaló en las tierras del río Pomeroon, por una oferta neerlandesa de colonizar el Esequibo. Sus plantaciones fueron destruidas cuando los británicos invadieron Barbados en 1665 y la mayoría de los colonos se trasladó a la colonia de Surinam. Los bucaneros franceses también eran una amenaza seria para esta pequeña colonia. Unas fuerzas francesas llegaron a la colonia en 1689 y la destruyeron totalmente, los edificios y los trapiches fueron quemados, y los esclavos fueron enviados a las colonias francesas. Las plantaciones no fueron restauradas, y se abandonó por completo a la colonia.
Antes de finalizar el siglo XVIII (ca. 1780) se comenzaron a desarrollar plantaciones nuevamente en los bancos del Pomeroon y pasó a ser parte de la colonia neerlandesa del Esequibo y Demerara.

### Ocupación y formación de la Guayana británica
En 1796 los británicos conquistaron las colonias del Esequibo, de Demerara y de Berbice porque la entonces República Bátava se habían convertido en aliada de la Primera República francesa.
En el Tratado de Amiens (1802) volvieron a ser colonia neerlandesa pero esta fue reclamada por los británicos y ocupada en 1804. En la convención de Londres de 1814 se decidió que el Esequibo y Demerara (el río Pomeroon incluido) y Berbice tenían que ser cedidos al Reino Unido y fueron convertidos en parte de la Guayana Británica en 1831.
Según la publicación británica The London Encyclopaedia de 1829 este río era el límite occidental entre la Colonia de Demerara y Esequibo, y la Guayana Española. En 1840, el reverendo WH Brett estableció una misión anglicana en Kabakaburi (ubicado a 16 millas de Charity).